# Лестощі
Ле́стощі — похвала з корисливою метою, підлабузництво, лукава догідливість, удаване схвалення, принижене потурання.